# Vianania australis
Vianania australis là một loài bướm đêm thuộc phân họ Arctiinae, họ Erebidae.